# Ga Cà Ná
Ga Cà Ná là một nhà ga xe lửa tại xã Cà Ná, huyện Thuận Nam, tỉnh Ninh Thuận. Nhà ga là một điểm trên tuyến đường sắt Bắc Nam tiếp nối sau ga Hòa Trinh và trước ga Vĩnh Tân (tỉnh Bình Thuận). Lý trình ga: Km 1436 + 310.